# Tramont-Lassus
Tramont-Lassus ist eine französische Gemeinde mit 91 Einwohnern (Stand 1. Januar 2022) im Département Meurthe-et-Moselle in der Region Grand Est (bis 2015 Lothringen). Sie gehört zum Arrondissement Toul und zum Kanton Meine au Saintois.

## Geografie
Tramont-Lassus liegt etwa 32 Kilometer südsüdöstlich von Toul wenige Kilometer östlich der Autoroute A31 an der Grenze zum Département Vosges. Die Nachbargemeinden von Tramont-Lassus sind Vandeléville im Nordosten, Fécocourt im Osten, Beuvezin im Südosten und Süden, Vicherey (im Département Vosges) im Südwesten sowie Tramont-Émy im Westen und Nordwesten. Weite Teile im Norden der Gemeinde bedeckt das Waldgebiet Bois du Serroir la Rochotte. Der Aroffe durchquert das Dorf in nordwestlicher Richtung.

## Geschichte
Funde aus gallo-römischer Zeit belegen eine frühe Besiedlung. Der Name der heutigen Gemeinde wurde 1374 erstmals in der Form  Tramons-Lassus in einem Dokument erwähnt. Bis zur Französischen Revolution lag die Gemeinde im Grand-gouvernement de Lorraine-et-Barrois. Von 1793 bis 1801 war die Gemeinde dem Distrikt Vézelise zugeteilt und Teil des Kantons Vandeléville. Danach von 1801 bis 2015 Teil des Kantons Colombey-les-Belles. Mit Ausnahme der Jahre 1926 bis 1943, als sie zum Arrondissement Nancy gehörte, ist Tramont-Lassus seit 1801 dem Arrondissement Toul zugeordnet. Die Gemeinde lag bis 1871 im alten Département Meurt(h)e. Seither bildet sie einen Teil des Départements Meurthe-et-Moselle.

## Bevölkerungsentwicklung
| Jahr                       | 1962 | 1968 | 1975 | 1982 | 1990 | 1999 | 2006 | 2019 |
| Einwohner                  | 142  | 126  | 107  | 91   | 87   | 82   | 76   | 86   |
| Quellen: Cassini und INSEE |      |      |      |      |      |      |      |      |

## Sehenswürdigkeiten
- Kirche Saint-Remy aus dem Jahr 1785
- Gedenkplatte auf einem Stein unterhalb eines Wegkreuzes[1]
- ehemaliges Lavoir (Waschhaus)
- zwei Wegkreuze; bei Le Tambois und Croix Aubert an der D127 an der Grenze des Départements

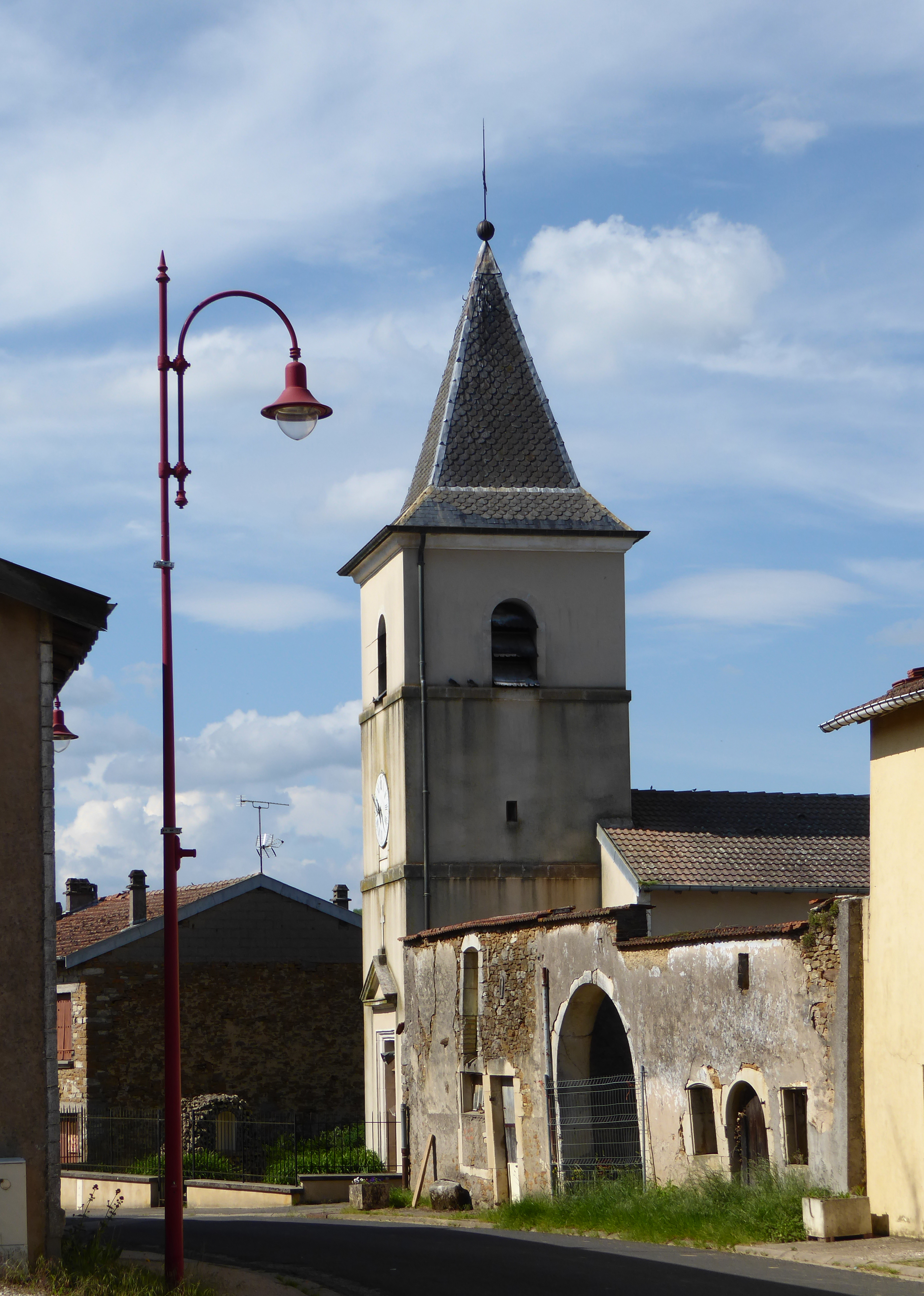
Kirche Saint-Remy
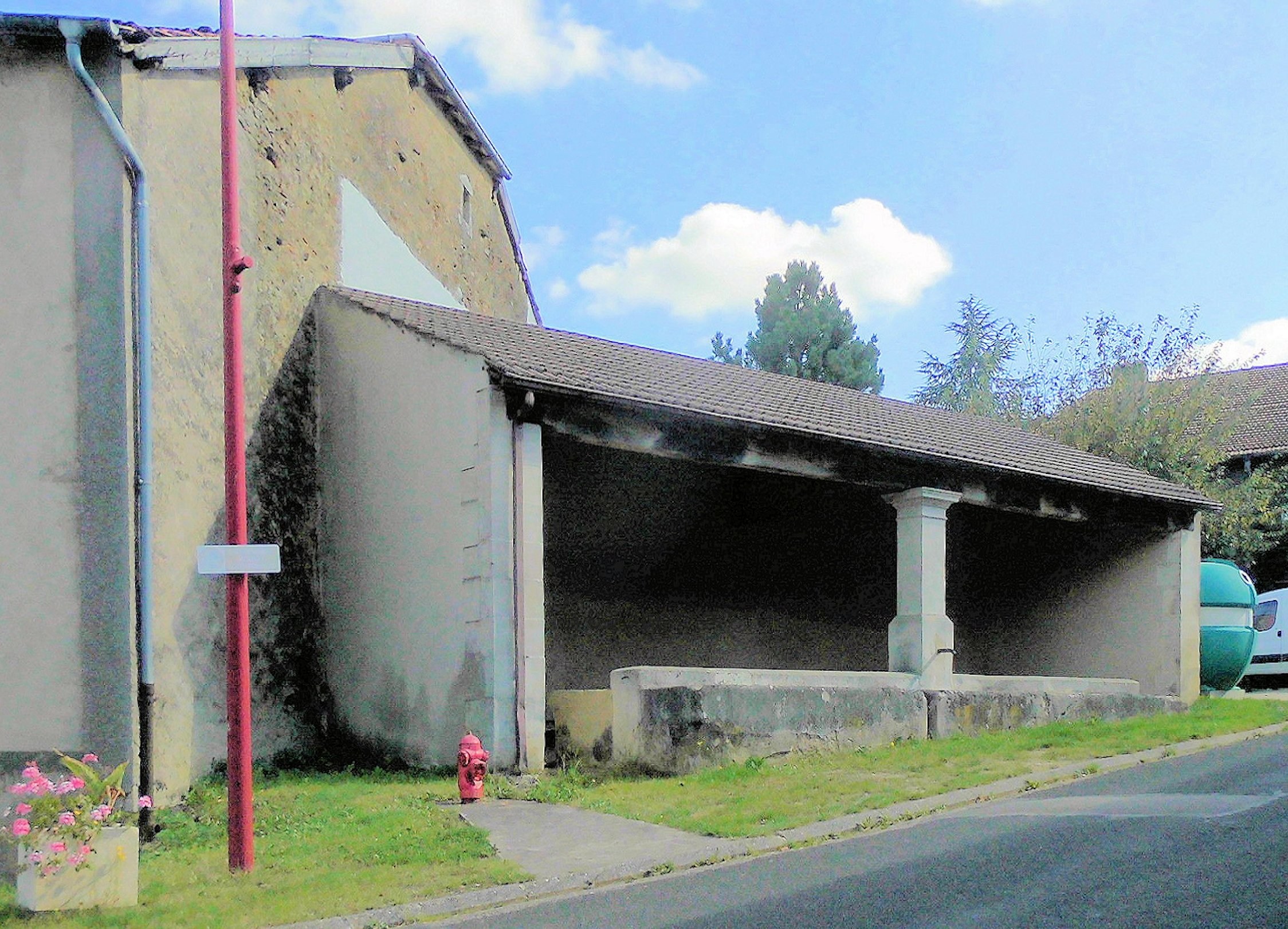
Ehemaliges Waschhaus